# CJ7 - 장강7호
《CJ7 - 장강7호》(長江7號: CJ7)는 홍콩에서 제작된 주성치 감독의 2008년 코미디, SF, 판타지, 드라마 영화이다. 주성치 등이 주연으로 출연하였고 주성치 등이 제작에 참여하였다.
중국과 대만에서는 2008년 1월 30일, 홍콩에서 2008년 1월 31일, 미국에서는 2008년 3월 14일, 대한민국에서는 2008년 8월 21일에 개봉하였다.

## 줄거리
가난한 건설 노동자 차우티는 아들 디키를 사립학교에 보내기 위해 열심히 돈을 모은다. 디키는 학교에서 친구들에게 놀림받고, 낡은 옷 때문에 선생님에게 꾸중을 듣는다. 어느 날, 디키는 장난감 가게에서 인기 로봇 장난감 CJ1을 사달라고 조르지만, 차우티는 돈이 없어 거절한다. 그날 밤, 차우티는 쓰레기장에서 우주선에서 떨어진 듯한 녹색 구슬을 발견하고 디키에게 새 장난감이라며 준다.
다음 날 밤, 녹색 구슬은 귀여운 강아지 모양의 외계 생명체 CJ7으로 변한다. 디키는 CJ7이 썩은 사과를 되살리는 것을 보고 기뻐하며, CJ7과 즐거운 시간을 보낸다. 디키는 꿈에서 CJ7이 자신을 인기 많고 공부 잘하는 아이로 만들어주는 상상을 하지만, 현실의 CJ7은 디키의 기대를 충족시키지 못하고 오히려 학교에서 망신을 준다. 실망한 디키는 CJ7을 쓰레기통에 버리지만 곧 후회하고, 아버지 차우티와 함께 있는 CJ7을 발견하고 화해한다.
디키는 학교 친구들에게 CJ7의 능력을 보여주지만, 차우티는 디키가 시험에서 부정행위를 했다는 이유로 직장에서 해고당한다. 집으로 돌아온 차우티는 디키가 실제로 부정행위를 한 것을 알고 CJ7을 빼앗는다. 다음 날, 차우티의 사장은 디키의 부정행위가 오해였다는 것을 알고 사과하며 차우티를 다시 고용한다. 하지만 차우티는 일하다가 사고로 크게 다쳐 병원에 실려가고, 결국 숨을 거둔다.
디키는 차우티의 죽음을 믿지 못하고 집으로 달려가고, CJ7은 마지막 힘을 다해 차우티를 살린다. 다음 날, 차우티는 깨어나지만 CJ7은 인형으로 변해버린다. 디키는 CJ7 인형을 목걸이처럼 걸고 다닌다. 마지막 장면에서 디키는 다리 위로 UFO가 내려오는 것을 목격하고, 다양한 색깔과 무늬의 CJ7과 비슷한 외계 강아지들이 그에게 달려온다.

## 출연

### 주연
- 주성치
- 서교

### 조연
- 임자총
- 장우기

## 기타
- 프로듀서: 오금초
- 프로듀서: 부덕해
- 프로듀서: 사지화
- 프로듀서: 진정하
- 조명: 이소평
- 조명: 호천은
- 조연출: 진소진
- 조연출: 양국휘
- 조연출: 이염방
- 조연출: 장정빈
- 조연출: 강해연
- 녹음: 후효휘
- 미술: 황예민
- 분장: 채언청
- 헤어: 유금웅
- 헤어: 하민보
- 의상: 오리로
- 무술연출: 곡헌소
- 무술연출: 원신의
- 무술조연출: 능지화